# 2006-os magyar teniszbajnokság
A 2006-os magyar teniszbajnokság a százhetedik magyar bajnokság volt. A bajnokságot augusztus 20. és 26. között rendezték meg Budapesten, a népligeti IDOM Tenisz- és Sportközpontban.

## Eredmények
| Versenyszám  | Arany                                                    | Arany | Ezüst                                                         | Ezüst | Bronz | Bronz |
| ------------ | -------------------------------------------------------- | ----- | ------------------------------------------------------------- | ----- | --- | ----- |
| Férfi egyéni | Bardóczky Kornél Hód TC                                  |       | Kellner Ádám IDOM Team 2000 TSE                               |       | Balázs György IDOM Team 2000 TSEKiss Sebő Mivas SE                                                         |       |
| Női egyéni   | Szávay Ágnes Vasas SC                                    |       | Argyelán Csilla MTK                                           |       | Nagy Judit IDOM Team 2000 TSEKiss Dóra Zalaegerszegi TE                                                    |       |
| Férfi páros  | Bardóczky Kornél, Nagy Zoltán Hód TC, IDOM Team 2000 TSE |       | Balázs Attila, Balázs György IDOM Team 2000 TSE               |       | Both József, Török Ákos Hód TC, Sun TCKrocskó Krisztián, Tóth Bence Gyula Tordas SE, Vasas SC              |       |
| Női páros    | Magas Dóra, Szávay Ágnes Zalaegerszegi TE, Vasas SC      |       | Nagy Judit, Székely Kata IDOM Team 2000 TSE, Tabáni Spartacus |       | Csordás Ildikó, Halász Klaudia Pécs VTC, Zalaegerszegi TEAntunovics Dunja, Csordás Beatrix Gellért SE, MTK |       |